# João Cotrim Figueiredo
João Cotrim Figueiredo, né le 24 juin 1961, est un entrepreneur et homme politique portugais, membre de l'Initiative libérale. Précédemment député de Lisbonne de 2019 à 2024, il est député européen depuis 2024, siégeant au sein du groupe Renew Europe.

## Biographie

### Jeunesse et formation
Né le 24 juin 1961, Cotrim Figueiredo est dans un premier temps élève à l'École allemande de Lisbonne (pt), avant de partir étudier à la London School of Economics. Il y obtient un BSc en Économie, puis termine son parcours à l'université nouvelle de Lisbonne, devenant alors titulaire d'un MBA en administration, affaires et marketing.

### Parcours entrepreneurial et managérial
Cotrim Figueiredo entre dans le monde des affaires en l'an 2000, devenant alors dirigeant du leader agro-alimentaire Compal puis, à partir de 2003, combinant cette fonction avec celle de dirigeant de Nutricafés. Il quitte ces fonctions en 2006 avant de brièvement rejoindre le groupe Privado Holding, propriétaire de la Banque privée portugaise (pt) (BPP), en 2009. S'ensuit un bref passage comme directeur général de la chaîne de télévision TVI, entre 2010 et 2011.
En 2013, il entre dans le secteur public, étant nommé président de l'entité Turismo de Portugal sous le XIXe gouvernement constitutionnel mené par Pedro Passos Coelho,; à ce titre, il est fortement impliqué dans les négociations de déplacement du Web Summit à Lisbonne. Élu vice-président de l'European Travel Commission en avril 2015, il quitte toutes ses fonctions sans raison particulière en mars 2016.
Il est également, entre 2007 et 2018, dirigeant du cabinet de conseil en ressources humaines lisboète Jason Associates, ainsi que du fonds d'investissement technologique Faber Ventures entre 2013 et 2018.

### Parcours politique
Sous la houlette de Carlos Guimarães Pinto, il est placé tête-de-liste de l'Initiative libérale dans la circonscription de Lisbonne pour les élections législatives de 2019. Comme pronostiqué par certains instituts de sondages, il est élu à l'Assemblée de la République, devenant ainsi le premier député de l'Initiative libérale à entrer au Parlement depuis la création du parti.
Après la démission de Guimarães Pinto, ce dernier n'ayant pas réussi à se faire élire dans la circonscription de Porto, il est élu président de l'Initiative libérale lors de la troisième convention du parti, à Pombal le 8 décembre 2019, avec 96% des suffrages exprimés.
Réélu lors des élections législatives de 2022 dans un contexte de croissance notable de l'Initiative libérale, Cotrim Figueiredo annonce, le 23 octobre suivant, quitter son poste de président du parti au terme d'élections internes anticipées prévues pour le mois de décembre, souhaitant ainsi permettre à l'IL d'initier un nouveau cycle politique. Rui Rocha est élu nouveau président de l'IL près de trois mois plus tard, le 22 janvier 2023.
Le 12 novembre suivant, il est choisi par l'IL comme tête-de-liste du parti aux élections européennes de 2024 à l'issue desquelles il est élu au Parlement européen, où il siège au groupe Renew Europe.